# Kasteel van de Velde

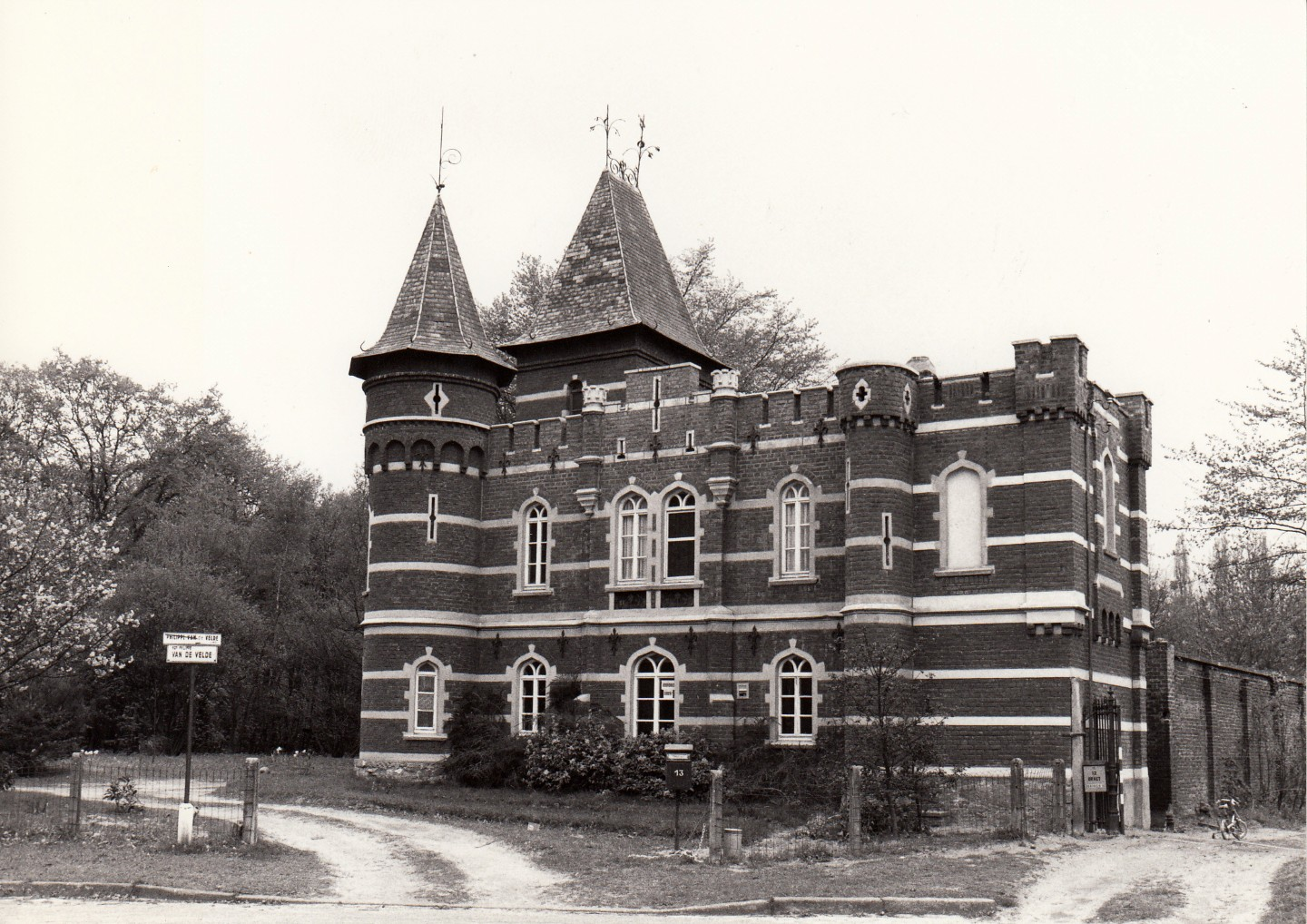
Pomphuis

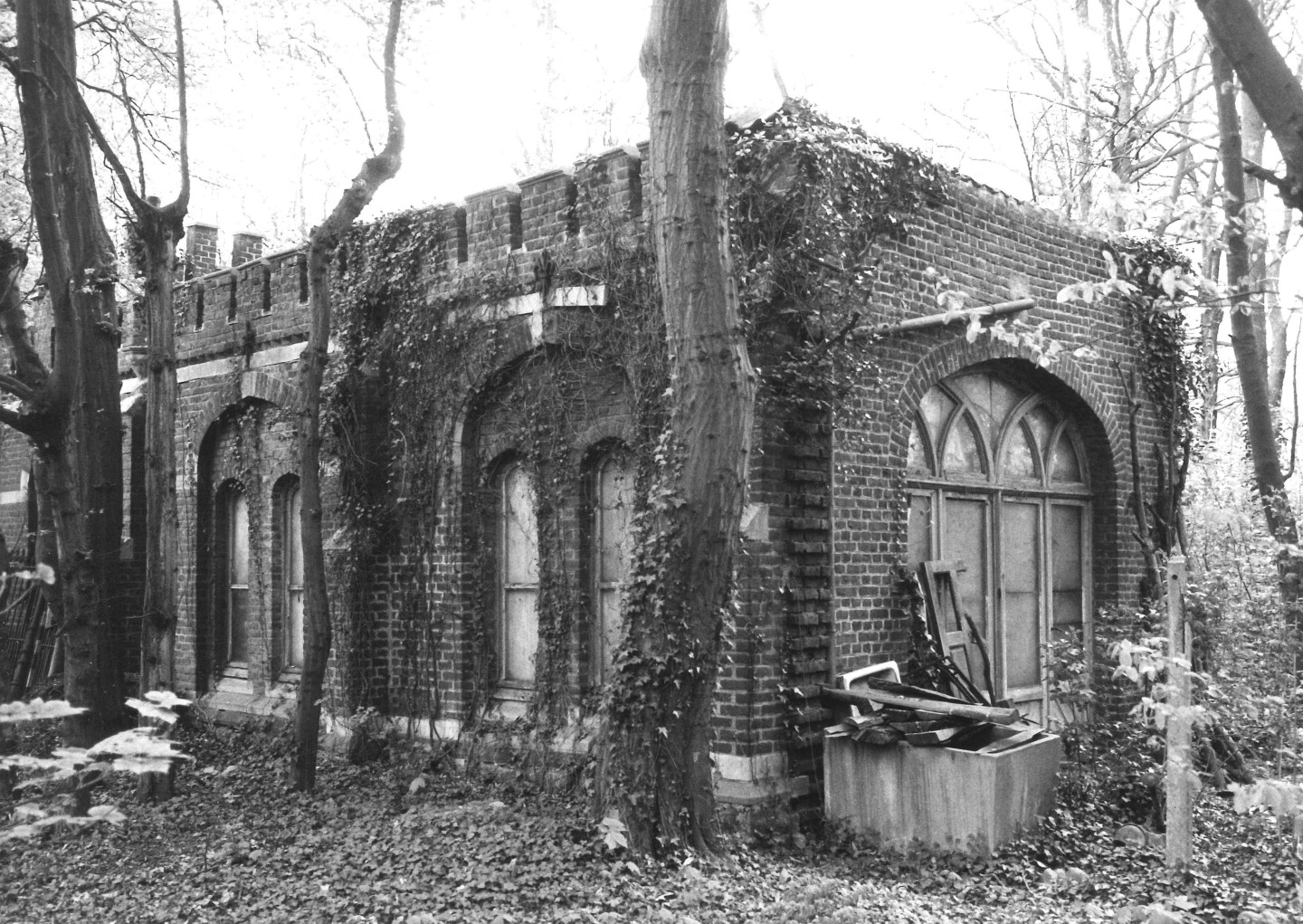
Jachtpaviljoen

Het Kasteel van de Velde is een voormalig kasteel in de tot de gemeente Gent behorende plaats Gentbrugge, gelegen aan het Philippe Van de Veldehof 13.
Het kasteel werd gesloopt in 1964. Ook de in het park aanwezige fonteinen en kunstmatige grotten werden toen afgebroken. Een voormalig pomphuis en een jachtslot bleven bewaard.
Het pomphuis heeft een plat dak dat diende als waterreservoir en het gebouwtje bevatte een pompinstallatie om fonteinen in werking te stellen. Het oogt als een romantisch kasteeltje in neogotische stijl. Het gebouwtje heeft een aantal torentjes en er werden kantelen, schietgaten en dergelijke in aangebracht. Het is van 1882 en het werd in 1927 nog vergroot.
Het jachtslot is een bescheiden gebouwtje van één bouwlaag, eveneens in neogotische stijl en gebouwd in 1882.